# 曹诚英
曹诚英（1902年—1973年7月18日），别字佩声，乳名丽娟，女，安徽绩溪人，中国农学家，中国农学界第一位女教授，美国康奈尔大学硕士，历任安徽大学、四川大学、复旦大学和沈阳农学院教授，九三学社社员。性近文学，有诗作。

## 生平
曹诚英于1902年出生于安徽省绩溪县七都镇旺川村一户徽商家庭。祖辈几代在武汉经营茶叶、字画和文房四宝。父亲曹云斋在她出生时已年届70，两年后即过世。曹诚英婴幼时，在外婆家乡奶娘家里生活。5岁时回到曹家，进入私塾进学。13岁时，被带到武昌大哥家，与嫂、侄一起在家庭教师指导下读书，涉猎经史典籍和小说诗词。
曹诚英是胡适三嫂的妹妹。1917年，胡适回乡与江冬秀成亲，曹诚英是婚礼上的四个伴娘之一。胡适携夫人到北京后，与曹诚英常有书信往来。1919年，16岁的曹诚英由母亲作主嫁给宅坦村的胡冠英，但遭到留学美国的兄长曹诚克的极力反对。曹诚英新婚不久，即离家赴杭州，就读于杭州女子师范学校。1921年10月，在浙江省立第一师范学校就读的幼年同乡汪静之与冯雪峰、柔石、潘漠华等人在杭州组建晨光社，曹诚英加入了该团体，并得到胡适的支持。此后写作了大量诗歌，发表在《妇女月刊》等杂志上。
在杭州读书期间，1922年曹诚英的婆婆借口其三年未有身孕，为胡冠英纳妾。1923年春，在兄长曹诚克的支持下，曹诚英与胡冠英解除婚约。同年4月，胡适因病到杭州烟霞洞休养，二人再度邂逅，之间以“穈哥”和“表妹”相称，渐生情愫。10月，胡适返回北京；12月，写下了《秘魔崖月夜》：

依舊是月圓時，
依舊是空山，靜夜；
我獨自月下歸來，
這淒涼如何能解！
翠微山上的一陣松濤，
驚破了空山的寂靜。
山風吹亂了窗紙上的松痕，
吹不散我心頭的人影。

1924年，写作《多谢》

多謝你能來，
慰我山中寂寞，
伴我看山看月，
過神仙生活。
匆匆離別又經年，
夢裡總相憶。
人道應該忘了，
我如何忘得了？

同年，写作《也是微云》

也是微雲，也是微雲過後月光明，
只不見去年的游伴，只沒有當日的心情。
不願勾起相思，不敢出門看月；
偏偏月進窗來，害我相思一夜。

其时，胡适也打算与江冬秀离婚，但因对方强烈拒绝，同时也受到梁启超等外界舆论的压力，最后只得作罢。胡适在《如梦令》中写道：

月明星稀水浅，
到处满藏笑脸。
露透枝上花，
风吹残叶一片。
绵延，绵延，
割不断的情缘。

1925年，曹诚英从杭州女子师范学校毕业后，进入国立东南大学（后改称國立中央大学）学习农科。1931年毕业后留校任教。1932年，曾到北京看望胡适。1934年秋，经胡适推荐，赴美国康奈尔大学农学院主修遗传育种。胡适特意写信给其早年在美国的女友韦莲司，托其照顾曹诚英。
1937年，曹诚英从康奈尔大学毕业，获硕士学位。回国后，在安徽大学农学院任教授，成为中国农学界第一位女教授。抗战爆发后，于1938年初抵成都，在四川大学农学院农艺系任遗传学教授，进行棉种细胞以及遗传上的研究。胡适赴美后，两年内音书断绝，曹诚英为情所困，一度想上峨眉山出家，后被哥哥和好友劝回。1939年旧历七夕，写下一首《鹊桥仙》词寄给在美国任驻美大使的胡适：

孤啼孤啼，倩君西去，为我殷勤传意。
道她末路病呻吟，没半点生存活计。
忘名忘利，弃家弃职，来到峨眉佛地。
慈悲菩萨有心留，却又被恩情牵系。

1943年，曹诚英到复旦大学农学院任教，成为专职教授。这年，托人带给胡适三首词，其中一首是《虞美人》（6月19日）：

鱼沉雁断经时久，未悉平安否？万千心事寄无门，此去若能相遇说他听。
朱颜青鬓都消改，惟剩痴情在。廿年孤苦月华知，一似栖霞楼外数星时。

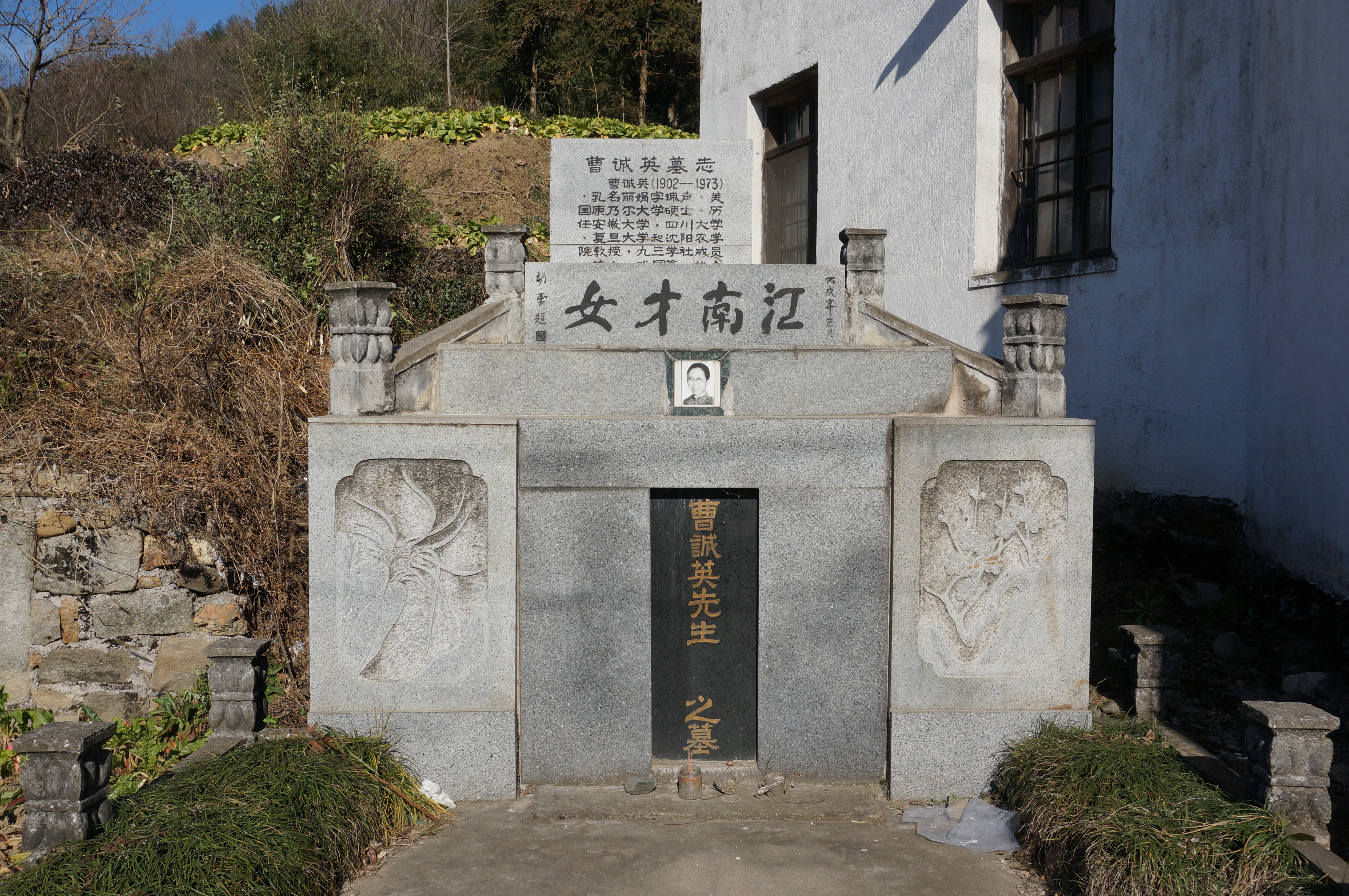
绩溪县上庄镇旺川村曹诚英墓，2015年1月。

1949年2月，胡适经上海准备离开大陆时，亚东图书馆老板汪孟邹请胡适吃饭，并请来曹诚英作陪，这是二人最后一次见面。曹诚英劝胡适留在大陆，胡适最后还是选择前往美国，后又到台湾。
1952年，因全国院系调整，复旦大学农学院一部分并入新组建的沈阳农学院，曹诚英随校迁移，继续担任教授。当时国内学术受政治影响，生物界都以米丘林的细胞遗传学为宗，摩尔根的遗传学被斥为唯心主义。曹诚英在美国所学的遗传学属于后者，遂改研究马铃薯及高梁。在马铃薯细胞遗传的研究和改进工作中，取得了很大成效，培育出在东北地区广泛种植的高产马铃薯。1956年，曹诚英被选为沈阳市政协委员。1958年退休后，有较高的退休金，却很节俭。1969年回到故乡绩溪，将一生的积蓄用于家乡的修桥补路与救灾助学等事业上。“文革”开始后，生活清苦孑寂，身体亦日渐衰弱。曾到杭州找到汪静之，将自己的日记、书信等资料集成一包交给其保管，并嘱托在她死后焚毁。
1973年7月18日，曹诚英因肺癌病逝于上海。临终前留下遗言，将她的遗体安葬在安徽绩溪上庄镇旺川村杨林桥边的小路旁，那是胡适回乡的必经之路。
俞汝庸在《我所知道的曹诚英》里回忆，曹诚英从沈阳到上海时住在他父母家，每晚要按摩足部，明显看得出是缠过小脚后放开的。“曹诚英告诉我：‘我们乡下不缠小脚的女人是嫁不出去的。’接着又补上一句：‘不过，你看我缠了小脚还是嫁不出去。’”